# Oude Kerk (Hoogzand van Oostermeer)
De Oude Kerk van het Hoogzand van Oostermeer was een in 1868 afgebroken kerkgebouw in Hoogzand in de Nederlandse provincie Friesland.

## Geschiedenis

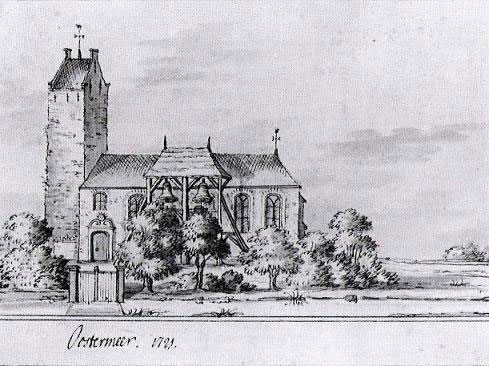
Een tekening van kerk en toren door Jacobus Stellingwerff uit 1721

Oorspronkelijk lag de plaats Oostermeer ten noorden van de huidige plaats op het Hoogzand. Vanwege de vervening is Oostermeer in de loop der tijd naar het zuiden verplaatst, naar de oever van de Lits. De oude middeleeuwse kerk van Oostermeer werd gebouwd in de oorspronkelijke nederzetting het Hoogzand van Oostermeer. De oude kerk werd vanwege zijn bouwvallige staat in de tweede helft van de 19e eeuw afgebroken. De toren bleef echter gespaard. Deze toren staat op de begraafplaats en tegen de toren werd, na de afbraak van de oude kerk, een opbaarruimte annex doodgravergebouwtje gebouwd. In 1997 werd de toren gerestaureerd, waarbij de karakteristieke klimop behouden bleef. Sinds de restauratie heeft de toren weer een luidklok. De oude klok was tijdens de Tweede Wereldoorlog door de Duitsers gestolen. De kerktoren is erkend als rijksmonument.
Op een prent uit 1721 (zie afbeelding) zijn kerk en toren door Jacobus Stellingwerff afgebeeld.
De nieuwe hervormde kerk werd eveneens in het Hoogzand gebouwd, circa 400 meter zuidelijker aan de Torenlaan. Ook deze in eclectische stijl gebouwde kerk is een rijksmonument, samen met het naastgelegen verenigingsgebouw en de pastorie er tegenover.